# 青岭子站
青岭子站位于黑龙江省海林市山市镇青岭子村，是滨绥铁路沿线车站。距哈尔滨站294公里，绥芬河站254公里。建于1901年，原名长岭子站。现隶属哈尔滨铁路局牡丹江铁路分局管辖，为四等站，共有2趟旅客列车经过。